# Monument à la Liberté (Trujillo)
Le monument à la Liberté (espagnol : Monumento a la Libertad), placée au centre de la Place d’armes de Trujillo, réalisée par le sculpteur Edmund Moeller, est composée de trois niveaux. Le premier niveau se trouve sur une plateforme circulaire entourée de piédestaux qui reposent sur une base de granit et qui constituent le support des sculptures représentant l’art, la science, le commerce et la santé. 
Le deuxième niveau est composé de trois statues au corps trapu. La première présente un homme à la tête baissée et gémissant, et qui évoque le sentiment d’oppression ou esclavage. La deuxième statue, qui jette ses bras vers l’arrière, représente la lutte pour l’émancipation. La troisième est un homme aux deux poings levés, ce qui symbolise la libération. Ce niveau est également orné de trois plaques commémorant la proclamation de l’indépendance de Trujilo par José Bernardo de Tagle, la bataille de Junín et la Bataille d'Ayacucho.

## Histoire
La ville de Trujillo est  proclamée indépendante le 29 décembre 1820 par José Bernardo Marquis de la Torre Tagle. Cent ans plus tard, le gouvernement organise un concours destiné aux artistes nationaux et étrangers. Un total de 104 maquettes, presque toutes européennes, seront remises devant le comité d’évaluation, présidé par le préfet Molina Derteano. Le projet qui remporte le concours appartient à l’artiste allemand Edmund Moeller, qui avait mieux mis en scène les évènements du mouvement émancipateur.
Par la suite, le jury accorde une récompense de mille livres au sculpteur allemand qui se rend immédiatement au Pérou pour prendre en charge l’érection du monument. Möeller avance une somme de 250 000 soles pour le financement de l’ouvrage, qui sera bâti en Allemagne.
Le mouvement est enfin inauguré le 4 juillet 1929 sous le parrainage d’Augusto Leguía, président de la République, et de sa fille Carmen Rosa Leguía Swayne.